# Technische Universiteit van Mauritius
De Technische Universiteit van Mauritius (Engels: University of Technology, Mauritius, afgekort UTM) is een  technische universiteit in La Tour Koenig, in het district Port Louis in Mauritius, maar heeft daarnaast ook campussen in Bell Village en Moka. Het instituut voor hoger onderwijs is opgericht met het doel een belangrijke rol te spelen in de economische en sociale ontwikkeling van Mauritius door programma's te ontwikkelen die direct aansluiten op de behoeften van het land. Dit gebeurt op de gebieden technologie, duurzame ontwikkeling bestuurskunde. De universiteit werd opgericht in 2000 en is de jongste universiteit van Mauritius. Volgens de ranking van 4icu.org staat de universiteit in 2013 wereldwijd op plek 6706.

## Geschiedenis
In de jaren 90 van de twintigste eeuw ontstond er op Mauritius een behoefte aan personeel met kennis van IT en management. In januari 2000 werd de universiteit opgericht en op 21 juni van datzelfde jaar kreeg het ook de status van universiteit. Vanaf augustus 2001 was de universiteit volledig operationeel. In de jaren daarna werd de universiteit uitgebreid met meer schools en studenten.

## Missie, visie en doelen
De visie van de universiteit is het zijn van een technische universiteit met aanzien op nationaal, regionaal en internationaal niveau die hoger onderwijs van hoge kwaliteit verzorgt en die haar capaciteit vergroot voor technologie-gedreven en ondernemingsgerichte ontwikkelingen.
De Technische Universiteit van Mauritius heeft als missie het aanbieden van een uitgebreide hoeveelheid universitaire studies en activiteiten voor fulltime en parttime studenten om zo tegemoet te komen aan de veranderende behoeften van Mauritius en het geven van een regionale en internationale dimensie aan haar acitviteiten. UTM richt zich op uitstekende manieren van onderwijs, training, onderzoek en consultancy, op zowel conventionele als vernieuwende manieren.
De universiteit heeft de volgende doelen:
- Het toelaten van studenten met verschillende achtergronden op het gebied van kennis en ervaring.
- Studies aanbieden die gevolgd kunnen worden door studenten met verschillende niveaus.
- Het aanbieden van parttimeonderwijs en onderwijs op afstand als aanvulling op de studies in fulltime.
- Samenwerken met de overheid en bedrijven en zo het onderwijs, onderzoek en consultancy ontwikkelen.
- Het stimuleren van ondernemerschap en het afronden van de studie.
- Het opbouwen en opwikkelen van een zeer goed team van werknemers.
- Het zorgen dat studenten in een goede omgeving kunnen studeren die hen helpt bij hun ontwikkeling.

## Schools
De UTM bestaat uit vier schools, namelijk:
- School of Business, Management and Finance - voor bestuurskunde, management en
- School of Sustainable Development and Tourism - voor duurzame ontwikkeling en toerisme
- School of Innovative Technologies and Engineering - voor innovatieve technologieën en techniek
- School of Health Sciences - voor gezondheidswetenschappen

## Campussen
De Technische Universiteit van Mauritius heeft haar hoofdcampus in La Tour Koenig, en heeft daarnaast campussen in Bell Village en Moka. Faciliteiten op deze campussen zijn onder andere een studentencentrum met een plek voor een studentenvereniging, een restaurant voor studenten en staf, een gebouw waarin de administratie plaatsvindt, een universiteitsbibliotheek, een gezondheidscentrum, een crèche, een sportschool, een auditorium, slaapzalen voor studenten en accommodaties voor buitenlandse studenten en bezoekers.